# 小倉理恵
小倉 理恵（おぐら りえ、1974年6月17日 -）は、名古屋タレントビューロー所属のアナウンサー。元CBCレポートドライバー（17期）。元岐阜放送アナウンサー。A型。

## 人物
- 岐阜県立加納高等学校卒[2]。
- 大学生の時に放送局のADのアルバイトを経験。アナウンサーを目指していたが、CBCラジオのレポートドライバーの試験を受け採用され、大学卒業後、3年にわたりレポートドライバーとして活動。その後岐阜放送アナウンサーを経て、フリーアナウンサーとなる。
- 特技は高校公民科教員免許、第1種普通自動車運転免許、英検2級、岐阜情報、日本心理学会認定心理士。
- 趣味は茶道、フラワーアレンジメント、ホットヨガ、英会話
- 夫は東海ラジオアナウンサー源石和輝。2003年11月に結婚（挙式のため源石が担当番組を欠席し、番組中に源石が電話を東海ラジオに掛けたため理恵もアポなし出演することになった）。2010年3月25日に第一子（男児）を出産。同年6月より仕事復帰を果たしている。2018年1月30日には第二子（男児）を出産した。ライバル局のアナウンサー（パーソナリティー）同士の結婚であり、源石の番組の中で話題にする場合は名前を伏せられており、「妻R」と呼ばれている。
- フリーアナウンサーとして活動する一方、名古屋市教育委員会のキャリア・マイスター制度（民間人が社会人経験を生かし、市内公立小・中学校ので様々な経験などを教える制度）で、キャリアマスターとして名古屋市内の中学校で教壇にたっている。また、東海学園大学非常勤講師を勤めている。

## 過去の出演番組
- NHK名古屋放送局ラジオニュース（主に日曜・祝日）（2018年10月 - 2021年3月）
- 〜ともだちラジオ〜本音でゴメン!!（2018年10月1日 - 2021年3月29日、CBCラジオ）
- 終活応援団! 長谷雄蓮華の人生楽らくラジオ（2018年10月7日 - 2021年3月28日、CBCラジオ）
- 多田しげおの気分爽快!!朝からP・O・N （CBCラジオ）
  - 水曜アシスタント（2016年9月28日 - 2017年9月27日）
  - 金曜アシスタント（2017年10月6日 - 2018年1月12日[3]）
- 杉原鈴菜のパイセン（CBCラジオ）（2024年11月16日、23日）
- 流石の源石 (2009年7月25日、第12部・第18回、通算200回記念放送のみ・東海ラジオ放送)
- あ！スマイル まるごと・ぎふ(FM GIFU)
- ほっと ぬくもり岐阜 (FM GIFU)
- 岐阜発信!ラジオガイア（CBCラジオ）
- 岐阜FMニュース
- 源石和輝ひるカフェ（東海ラジオ放送）

### 岐阜放送時代
- あさかんTVぎふ一番
- 選挙報道
- 定時ニュース　他